# Летње олимпијске игре 1928.
IX олимпијске игре су одржане у Амстердаму, у Холандији. Овај град се кандидовао и за организатора Игара 1920. у Антверпену и 1924. у Паризу, али је ту част добио тек у трећем покушају.

## Најзначајнији догађаји
- Ово су биле прве Игре на којима је упаљен Олимпијски пламен током трајања Игара, иако је штафетно преношење бакље уведено касније, на Играма у Берлину 1936. Осим олимпијског пламена по први пута је дефиле спортиста изведен на начин да су први изашли спортисти Грчке, затим спортисти осталих земаља по абацедном реду имена држава, те као задњи представници земље домаћина, Холандије. Овакав је распоред спортиста у дефилеу остао уобичајен до данашњих дана.
- На овим су Играма уведене и дициплине за жене у атлетици и гимнастици. Након трке на 800 метара за жене, у којој је неколико такмичараки трку завршило потпуно исрцпљено, процењено је да жене једноставно нису довољно снажне да издрже напоре дугих атлетских трка. Зато су су све до 1960. године у програму олимпијских такмичења у женској конкуренцији биле само тркачке дисциплине до максимално 200 метара.
- Организацију Игара су по први пута спонзорствима помогле и комерцијалне фирме, као што је Кока-кола. Занимљиво је да та чињеница није промијенила став МОК о потпуно аматеризму спортиста, који још дуго година нису смели имати било какав комерцијални уговор везан уз бављење спортом ако су жељели наступати на Играма.
- У такмичарском делу су се посебно истакнули следећи такмичари и екипе:
- Паво Нурми, атлетичар из Финске, је победом на 10000 метара освојио своју укупно девету златну медаљу. Уз то је на овим Играма освојио и два сребра.
- У пливању се с две златне медаље истакао Џони Вајсмилер, касније популарни филмски глумац („Тарзан“).
- Фудбалским турниром су доминирале јужноамеричке екипе: у финалу је Уругвај победио Аргентину с 2:1, након што је први финални меч завршио нерешено 1:1.

## Спортови
(Пливање, ватерполо и скокови у воду су били сматрани различитим дисциплинама воденог спорта)
| - Атлетика - Бокс - Бициклизам - Дизање тегова - Гимнастика - Хокеј на трави - Рвање - Једрење - Коњички спорт |  | - Мачевање - Модерни петобој - Ногомет - Пливање - Стрељаштво - Скокови у воду - Ватерполо - Веслање |

## Земље учеснице
| - Аргентина - Аустралија - Аустрија - Белгија - Бугарска - Чехословачка - Чиле - Данска - Египат - Естонија - Финска - Филипини - Француска - Грчка - Хаити - Холандија | - Индија - Ирска - Италија - Јапан - Краљевина СХС - Куба - Јужоафричка Унија - Канада - Летонија - Литванија - Луксембург - Малта - Мађарска - Мексико - Монако | - Нови Зеланд - Норвешка - Немачка - Панама - Пољска - Португалија - Родезија - Румунија - САД - Шпанија - Шведска - Швајцарска - Турска - Уругвај - Уједињено Краљевство |

Додај неформатирани текст овде

## Биланс медаља
(Медаље земље домаћина посебно истакнуте)
| Олимпијске игре 1928. |                      |       |        |        |        |
| Пласман               | Држава               | Злато | Сребро | Бронза | Укупно |
| 1                     | САД                  | 22    | 18     | 16     | 56     |
| 2                     | Немачка              | 10    | 7      | 14     | 31     |
| 3                     | Финска               | 8     | 8      | 9      | 25     |
| 4                     | Шведска              | 7     | 6      | 12     | 25     |
| 5                     | Краљевина Италија    | 7     | 5      | 7      | 19     |
| 6                     | Швајцарска           | 7     | 4      | 4      | 15     |
| 7                     | Француска            | 6     | 10     | 5      | 21     |
| 8                     | Холандија            | 6     | 9      | 4      | 19     |
| 9                     | Мађарска             | 4     | 5      | 0      | 9      |
| 10                    | Канада               | 4     | 4      | 7      | 15     |
| 11                    | Уједињено Краљевство | 3     | 10     | 7      | 20     |
| 12                    | Аргентина            | 3     | 3      | 1      | 7      |
| 13                    | Данска               | 3     | 1      | 2      | 6      |
| 14                    | Чехословачка         | 2     | 5      | 2      | 9      |
| 15                    | Јапанско царство     | 2     | 2      | 1      | 5      |
| 16                    | Естонија             | 2     | 1      | 2      | 5      |
| 17                    | Египат               | 2     | 1      | 1      | 4      |
| 18                    | Аустрија             | 2     | 0      | 1      | 3      |
| 19                    | Аустралија           | 1     | 2      | 1      | 4      |
| 19                    | Норвешка             | 1     | 2      | 1      | 4      |
| 21                    | Пољска               | 1     | 1      | 3      | 5      |
| 21                    | Краљевина СХС        | 1     | 1      | 3      | 5      |
| 23                    | Јужноафричка Унија   | 1     | 0      | 2      | 3      |
| 24                    | Индија               | 1     | 0      | 0      | 1      |
| 24                    | Република Ирска      | 1     | 0      | 0      | 1      |
| 24                    | Нови Зеланд          | 1     | 0      | 0      | 1      |
| 24                    | Шпанија              | 1     | 0      | 0      | 1      |
| 24                    | Уругвај              | 1     | 0      | 0      | 1      |
| 29                    | Белгија              | 0     | 1      | 2      | 3      |
| 30                    | Чиле                 | 0     | 1      | 0      | 1      |
| 30                    | Хаити                | 0     | 1      | 0      | 1      |
| 32                    | Филипини             | 0     | 0      | 1      | 1      |
| 32                    | Португалија          | 0     | 0      | 1      | 1      |
|                       | Укупно               | 110   | 108    | 109    | 327    |